# Design factory

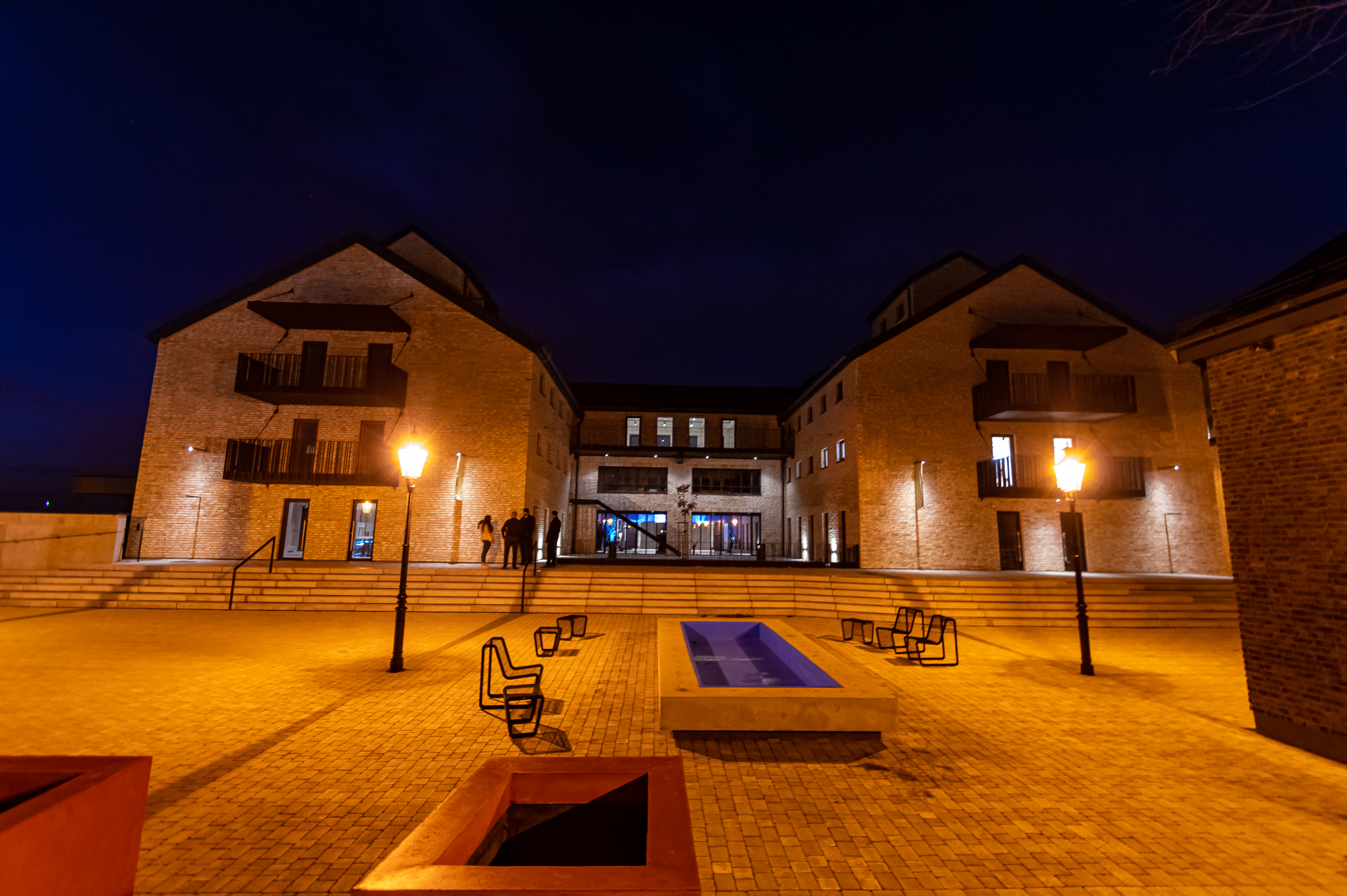
Sýpka Jarovce

Design factory je kulturní centrum v obnovených industriálních prostorách na Bottově ulici v Bratislavě, sloužící jako místo pro koncerty, představení a jiné události, ale i jako kancelářské prostory. Prostory vznikly úpravou bývalé stavebně-montážní haly a i po rekonstrukci zachovávají genia loci dané lokality. Design factory se nachází v blízkosti Mlynské nivy a nové budovy SND, tak Eurovea.
Průmyslovou atmosféru design factory oživila v roce 2005 trojice architektů Martin Paško, Zoran Michalčák a Zuzana Zacharová se záměrem vytvořit novou tvůrčí základnu pro podporu a rozvoj designu a architektury nadčasových hodnot. Při rekonstrukci se architekti snažili zachovat typické rysy industriální budovy, jako jsou velké členěná okna, původní konstrukce a potrubí, velké kovové schodiště a detaily, které dodávají prostoru průmyslovou atmosféru.

## Zaměření
Design factory se programově orientuje zejména na projekty prezentující současnou architekturu, design a umění. Za tímto účelem pořádá výstavy, semináře, workshopy. Mezi pravidelné akce patří i hudební projekty – festival komorní hudby Konvergence a původní formát E.ON Jazz Night. Design factory nabízí své prostory k pronájmu jak na komerční tak i nekomerční účely. Vystupuje jako prostorový partner mnoha zajímavých projektů, které zvyšují kulturní povědomí člověka a společnosti. Chce zároveň sloužit jako prostředník komunikace mezi podnikatelským sektorem a kulturním děním.

### Nominace Design factory
- Cena ARCH 2005
- Cena Dušana Jurkoviče 2006